# Nikodem Szcześniak
Nikodem Szcześniak (Szczęśniak) (ur. 15 września 1924, zm. 14 maja 1978) – polski działacz partyjny i państwowy, podsekretarz stanu w Ministerstwie Przemysłu Maszynowego (1973–1978).

## Życiorys
Ukończył studia magisterskie. W latach 60. kierował Departamentem Inwestycji Ministerstwa Przemysłu Ciężkiego, a od 1969 do 1973 był dyrektorem Departamentu Inwestycji w Komisji Planowania przy Radzie Ministrów. Wstąpił do Polskiej Zjednoczonej Partii Robotniczej. Od grudnia 1973 do śmierci w maju 1978 zajmował stanowisko podsekretarza stanu w Ministerstwie Przemysłu Maszynowego.
Został pochowany na Cmentarzu Wojskowym na Powązkach.

## Odznaczenia
Został odznaczony m.in. Krzyżem Komandorskim i Kawalerskim Orderu Odrodzenia Polski oraz Orderem Sztandaru Pracy II klasy.